# 石央セラミックス協同組合
石央セラミックス協同組合（せきおうセラミックスきょうどうくみあい）は島根県大田市に拠点を置く石州瓦の製造を行う事業協同組合である。
石央セラミックスグループ5社の共同出資により設立された。石州瓦工業組合に加盟。
生産能力は月産70万枚。

## 事業所
- 本社
  - 島根県大田市温泉津町福光ハ1458番地3

## 沿革
- 1993年6月25日 - 石央セラミックスグループ5社（石見窯業・森﨑窯業・川上窯業所・益田窯業・丸惣佐々木窯業所）の共同出資により設立。
- 1999年1月 - 石央セラミックスグループ5社の共同出資により石央瓦販売が設立される。川上窯業所が石州川上窯業に社名変更。
- 2007年3月 - 益田窯業が、出資口数全部を石央瓦販売に譲渡して脱退。
- 2008年1月 - 石見窯業が破産手続開始。出資口数全部を石央瓦販売に譲渡して脱退。
- 2008年3月 - 石州川上窯業が、出資口数全部を丸惣佐々木窯業所に譲渡して脱退。
- 2009年2月 - 森﨑窯業が、出資口数全部を丸惣佐々木窯業所に譲渡して脱退。
- 2010年8月 - 丸惣佐々木窯業所と石央瓦販売が合併し、丸惣となる。